# Hendrik Pulinx junior
Hendrik Pulinx (Brugge, 4 mei 1724 - 24 augustus 1787) was architect en directeur van de (water)werken van de provincie West-Vlaanderen voor het district Brugge en het kustgebied.

## Levensloop
Hij was de oudste zoon van de architect, beeldhouwer en keramieker Hendrik Pulinx. Hij huwde in Brugge op 8 december 1753 met Bernardine Heye (°Gent, 1731). Ze hadden één zoon, Joseph Henri Pulinx (Brugge, 8 december 1755), die trouwde met de Gentse Marie Colette Baston en medewerker werd van zijn vader en gedeeltelijk zijn opvolger.
Aanvankelijk kreeg Hendrik junior van zijn vader een opleiding als beeldhouwer, maar hij koos voor de architectuur. Hij vervolledigde zijn opleiding in Brussel en Parijs. Hij ontwierp verschillende bouwwerken in Brugge, onder meer de godshuizen van het bakkersambacht in de Zwarteleertouwersstraat.
In 1751 werd hij benoemd tot directeur van de havenwerken in Oostende en Nieuwpoort. Deze omvangrijke activiteit oefende hij uit tot aan zijn dood. Daarnaast bemoeide hij zich ook met wegenwerken. Zo legde hij de nieuwe baan of 'wandeling' aan van de Katelijnepoort naar Steenbrugge.
Op 12 juli 1752 deed hij samen met Cornelius Lievens, meester-timmerman van Oostende, en sluismeester Henricus van Roo een onderzoek van de Sas-Slijkens en ze stellen vast dat deze gevaarlijk op instorten stond. . Een maand later stortte de sluis, aangevreten door paalwormen, effectief in . Het sluizencomplex wordt herbouwd en gekoppeld aan een houtzaagmolenpark. 
In het jaar 1763 had hij, als medevennoot, grote problemen met de keramiekfabriek van zijn vader, die in slechte papieren was geraakt en die hij tegen de zin van Hendrik senior van de hand deed. Toen zijn onvermogend geworden vader wegens seniliteit opgenomen moest worden bij de alexianen in de Katelijnestraat, betaalde de zoon voor zijn onderhoud. Het belette niet dat de vader bittere verwijten aan het adres van zijn zoon toestuurde, die later voor waar werden overgenomen door sommige historici.
Op 24 augustus 1787, terwijl hij in volle activiteit was, kreeg Pulinx een beroerte en enkele uren later was hij dood. Burgemeester Robert Coppieters schreef in zijn dagboek: Zijn dood betekent een groot verlies voor de provincie en in het bijzonder voor mij. Ik zal hem missen omwille van zijn talenten en omwille van zijn goede zeden, want hij was een perfecte en eerlijke man, die onvervangbaar is.